# Deborah Secco
Pour l’article homonyme, voir Alessio Secco.
Deborah Fialho Secco est une actrice brésilienne, née le 26 novembre 1979 à Rio de Janeiro (Brésil).

## Biographie
Elle fut mariée de 1997 à 2000 au réalisateur Rogério Gomes.

## Filmographie

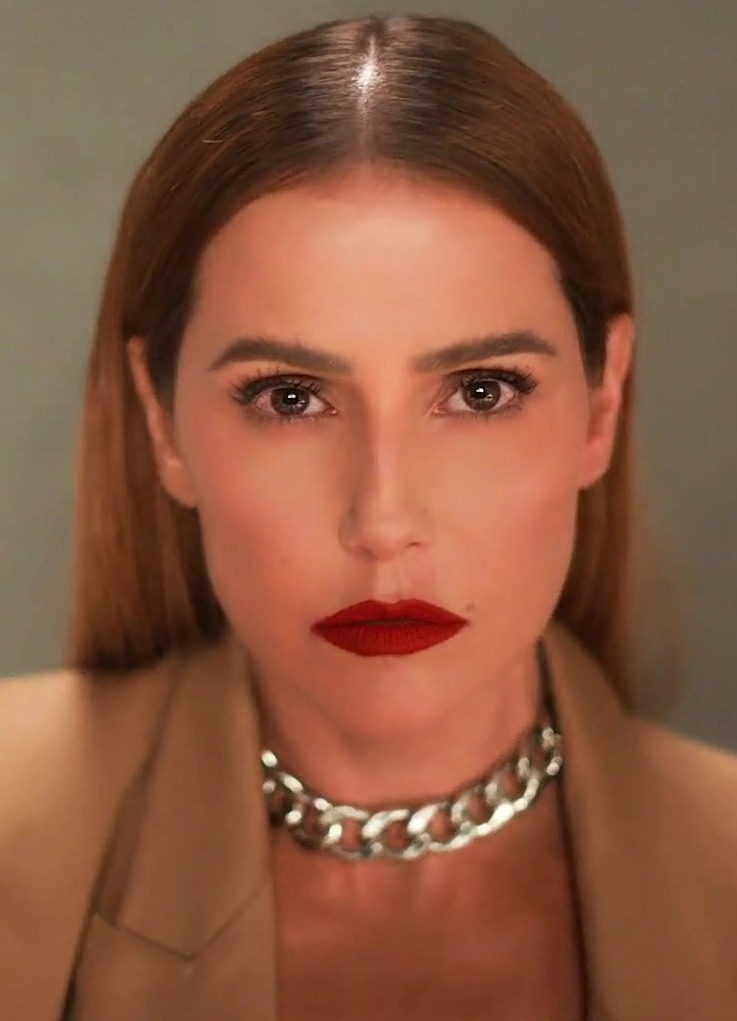
Deborah Secco (2020)

- 1990 : Mico Preto (série télévisée) : Denise
- 1990 : Meu Bem, Meu Mal (série télévisée):
- 1992 : Você Decide (série télévisée):
- 1992 : Escolinhazinha do Professor Raimundo (feuilleton TV)
- 1992 : Você Decide (série télévisée):
- 1993 : Contos de Verão (feuilleton TV)
- 1994 : Des filles dans le vent (Confissões de Adolescente) (série télévisée) : Carol
- 1995 : A Próxima Vítima (série télévisée) : Carina Rossi
- 1996 : Vira Lata (série télévisée) : Tatu
- 1997 : Zazá (série télévisée) : Dora
- 1998 : Era Uma Vez... (série télévisée) : Emília
- 1999 : Suave Veneno (série télévisée) : Marina
- 1999 : Terra Nostra (série télévisée) : Hannah
- 1999 : Você Decide (série télévisée) : Socorro
- 2000 : A Invenção do Brasil (feuilleton TV) : Moema
- 2000 : Secrets de famille (Laços de Família) (feuilleton TV) : Iris
- 2001 : A Padroeira (série télévisée) : Cecília de Sá
- 2001 : Caramuru - A Invenção do Brasil : Moema
- 2001 : Sítio do Pica-Pau Amarelo (série télévisée)
- 2002 : Brava Gente (série télévisée) : Jane
- 2002 : Normais, Os (série télévisée) : Kátia
- 2002 : O Beijo do Vampiro (série télévisée) : Lara
- 2002 : Xuxa e os Duendes 2 - No caminho das Fadas
- 2003 : Casseta & Planeta: A Taça do Mundo É Nossa : Flight attendant
- 2004 : A Cartomante : Rita
- 2004 : Tudo Isto É Fado : Thaís, the estranged girlfriend
- 2004 : Celebridade (série télévisée) : Darlene Sampaio
- 2004 : Casseta & Planeta Urgente (série télévisée) : Darlene
- 2004 : Meu Tio Matou um Cara : Soraia
- 2005 : América (série télévisée) : Sol
- 2006 : Dança no Gelo (reality show) : ela mesma
- 2006 : Pé na Jaca (série télévisée) : Elizabeth
- 2007 : Paraíso Tropical (série télévisée) : Betina
- 2008 : A Favorita (série télévisée) : Maria do Céu
- 2009 : Decamerão - A Comédia do Sexo (série télévisée) : Monna
- 2009 : Ó Paí, Ó (série télévisée) : Keila Cristina
- 2010 : As Cariocas : Alice
- 2011 : Bruna Surfistinha : Bruna Surfistinha
- 2011 : Passions Mortelles (Insensato Coração) (série télévisée) : Natalie Lamour